# Коэффициент стока
Коэффицие́нт сто́ка — отношение величины стока к величине выпавших на площадь водосбора осадков, обусловивших возникновение этой порции стока.
Коэффициент стока показывает количество осадков, пошедшее на формирование стока.
n=h/x
h-слой стока
x-количество годовых осадков на площадь водосбора,мм
Величина подземного стока за многолетний период, дренируемого рекой, отнесённая к осадкам, выпавшим на площадь водосбора, называется коэффициентом подземного стока; он показывает, какая часть осадков идёт на питание подземных вод зоны интенсивного водообмена.